# Huby (województwo śląskie)
Huby – wieś w Polsce położona w województwie śląskim, w powiecie częstochowskim, w gminie Kłomnice.
W latach 1975–1998 miejscowość administracyjnie należała do województwa częstochowskiego.
20 lipca 2007 przez Huby i kilka sąsiednich wsi przeszła trąba powietrzna raniąc kilka osób, zabijając zwierzęta, niszcząc domy, zabudowania gospodarskie i samochody.